# Anomis reversa
Anomis reversa är en fjärilsart som beskrevs av Druce. Anomis reversa ingår i släktet Anomis och familjen nattflyn. Inga underarter finns listade i Catalogue of Life.